# Víctor Rafael García
Rafael García (Maldonado, Uruguay; 8 de diciembre de 1989) es un futbolista uruguayo, pero salvadoreño por naturalización. Juega de guardameta. Ha integrado la selección de Uruguay en categorías sub-18 y sub-20. Actualmente es jugador del A.D. Isidro Metapán en la Primera División de El Salvador.

## Clubes
| Club                | País        | Año               |
| ------------------- | ----------- | ----------------- |
| C.A. Atenas         | Uruguay     | 2007 - 2009       |
| Durazno F.C.        | Uruguay     | 2010              |
| C.A. Atenas         | Uruguay     | 2010 - 2012       |
| C.A. Fénix          | Uruguay     | 2013 - 2015       |
| Rampla Juniors F.C. | Uruguay     | 2015 - 2016       |
| Boyacá Chicó F.C.   | Colombia    | 2016              |
| Alianza F.C.        | El Salvador | 2017 - 2020       |
| C.S.D. Municipal    | Guatemala   | 2020 - 2021       |
| Xelajú M.C.         | Guatemala   | 2021 - 2022       |
| C.D. Marathón       | Honduras    | 2022 - 2023       |
| C.D. Águila         | El Salvador | 2023 - 2024       |
| A.D. Isidro Metapán | El Salvador | 2025 - Actualidad |

## Palmarés

### Torneos nacionales
| Título           | Club           | País        | Año     |
| ---------------- | -------------- | ----------- | ------- |
| Segunda División | Rampla Juniors | Uruguay     | 2015-16 |
| Primera División | Alianza FC     | El Salvador | A-2017  |
| Primera División | Alianza FC     | El Salvador | C-2018  |
| Primera División | Alianza FC     | El Salvador | A-2019  |